# دوين إتش كاسيدي
دوين إتش كاسيدي (بالإنجليزية: Duane H. Cassidy)‏ هو ضابط أمريكي، ولد في 24 نوفمبر 1933 في Coraopolis, Pennsylvania ‏ في الولايات المتحدة، وتوفي في 8 فبراير 2016 في تشابل هيل في الولايات المتحدة.